# Bas (piosenka)
Bas – utwór z repertuaru zespołu Skaldowie, skomponowany przez Andrzeja Zielińskiego, z tekstem Wojciecha Młynarskiego. Zespół nagrał piosenkę na swój trzeci album, zatytułowany Cała jesteś w skowronkach. Piosenka ta była wykonywana również m.in. na VII KFPP w Opolu (1969), Kabarecie Olgi Lipińskiej (1969), oraz w XVIII Hotelowych Spotkaniach z Balladą (1978; razem z Wojciechem Młynarskim). Piosenka odznacza się bardzo „żartobliwą” i niekonwencjonalną aranżacją.

## Muzycy, biorący udział w nagraniu
- Andrzej Zieliński – fortepian, śpiew;
- Jacek Zieliński – śpiew, trąbka;
- Konrad Ratyński – gitara basowa, śpiew;
- Jerzy Tarsiński – gitara;
- Krzysztof Paliwoda – gitara;
- Jan Budziaszek – perkusja;